# 新尤尔科维奇农村居民点
新尤尔科维奇农村居民点（俄语：Новоюрковичское сельское поселение）是俄罗斯联邦布良斯克州克利莫沃区所属的一个农村居民点。其下辖有14个居民点，行政中心为新尤尔科维奇。据2015年统计，该农村居民点的人口为995人。